# Howard Keel
Pour les articles homonymes, voir Keel.
Howard Keel, né le 13 avril 1919 à Gillespie en Illinois et mort le 7 novembre 2004 à son domicile de Palm Desert en Californie, est un acteur et chanteur américain.

## Biographie
Howard Keel a contribué au succès d'adaptions cinématographiques de comédies musicales de Broadway avant d'incarner le personnage de Clayton Farlow dans le feuilleton télévisé Dallas.
Il meurt à 85 ans d'un cancer du côlon.

## Filmographie

### Cinéma
- 1948 : Heures d'angoisse (The Small Voice) de Fergus McDonell : Boke
- 1950 : Annie, la reine du cirque (Annie Get Your Gun) de George Sidney : Frank Butler
- 1950 : Chanson païenne (Pagan Love Song) de Robert Alton : Hazard Endicott
- 1951 : Vénus en uniforme (Three Guys Named Mike) de Charles Walters : Mike Jamison
- 1951 : Show Boat de George Sidney : Gaylord Ravenal
- 1951 : Au-delà du Missouri (Across the Wide Missouri) de William A. Wellman : Le narrateur
- 1951 : Carnaval au Texas (Texas Carnival) de Charles Walters : Slim Shelby
- 1951 : Une vedette disparaît (Callaway Went Thataway) de Melvin Frank et Norman Panama : Stretch Barnes / Smoky Callaway
- 1952 : Les Rois de la couture (Lovely to Look at) de Mervyn LeRoy : Tony Naylor
- 1952 : Quatre jours d'angoisse (Desperate Search) de Joseph H. Lewis : Vince Heldon
- 1953 : La Blonde du Far-West (Calamity Jane) de David Butler : Wild Bill Hickock
- 1953 : Fast Company de John Sturges : Rick Grayton
- 1953 : Vaquero (Ride, Vaquero!) de John Farrow : King Cameron
- 1953 : Embrasse-moi, chérie (Kiss Me, Kate) de George Sidney : Fred Graham
- 1954 : Les Sept Femmes de Barbe-Rousse (Seven Brides for Seven Brothers de Stanley Donen : Adam Pontipee
- 1954 : Rose-Marie de W.S. Van Dyke : Capt. Mike Malone
- 1955 : Kismet de Vincent Minnelli : Le poète
- 1955 : La Chérie de Jupiter (Jupiter's Darling) de George Sidney : Hannibal
- 1958 : Froid dans le dos (Floods of fear) de Charles Crichton : Donovan

- 1959 : Simon le pêcheur (The Big Fisherman) de Frank Borzage : Simon Peter
- 1961 : L'Espionne des Ardennes (Armored Command) de Byron Haskin : Col. Devlin
- 1963 : La Révolte des Triffides (The Day of the Triffids) de Steve Sekely : Bill Masen
- 1965 : The Man from Button Willow (en) de David Detiege : Offscreen Singer of Title Song (Voix)
- 1966 : La loi des hors-la-loi (Waco) Film de R. G. Springsteen
- 1967 : Fort Bastion ne répond plus (Red Tomahawk) de R. G. Springsteen: Capt. Tom York
- 1967 : La Caravane de feu (The War Wagon) de Burt Kennedy : Levi Walking Bear
- 1968 : Les Rebelles de l'Arizona (Arizona Bushwhackers) de Lesley Selander : Lee Travis
- 1986 : Irving Berlin's America
- 2002 : My Father's House : Roy Mardis

### Télévision
- 1957 : Zane Grey Theater (série télévisée) : Will Gorman
- 1958 : Roberta (Téléfilm) : John Kent
- 1961 : Tales of Wells Fargo (série télévisée) : Justin Brox
- 1963 : Les Aventuriers du Far West (Death Valley Days) (Série TV) : Diamond Jim Brady
- 1964 : Kiss Me Kate (Téléfilm) : Fred Graham
- 1965 : Match contre la vie (Run for Your Life) (Série TV) : Hardie Rankin
- 1967 : The Red Skelton Show (Série TV) : Police Sgt. McGoogle
- 1976 : Sur la piste des Cheyennes (The Quest) (Série TV) : Shanghai Pierce
- 1981 et 1983 : La croisière s'amuse (The Love Boat) (Série TV) : Duncan Harlow / Kyle Cummings
- 1981-1991 : Dallas (Série TV) : Clayton Farlow
- 1982 : L'Île fantastique (Fantasy Island) (Série TV)
- 1991 : Good Sports (Série TV) : Sonny Gordon
- 1991 : Arabesque (Murder She Wrote) (Série TV) : Larry Thorson
- 1994 : Hart to Hart: Home is Where The Hart is (Téléfilm) : Capitaine Quentin Jackson
- 1995 : Walker, Texas Ranger (série télévisée) : Daniel Lamont Dade

## Voix françaises
Plusieurs voix n'ont pas encore été identifiées.
- Roland Ménard dans :
  - 1950 : Annie, la reine du cirque
  - 1951 : Show Boat
  - 1953 : Vaquero
  - 1953 : Embrasse-moi, chérie (voix parlée)
  - 1954 : Les Sept Femmes de Barbe-Rousse (voix parlée)
  - 1954 : Rose-Marie (voix parlée)

- Lucien Lupi dans :
  - 1953 : Embrasse-moi, chérie (voix chantée)
  - 1954 : Les Sept Femmes de Barbe-Rousse (voix chantée)
  - 1954 : Rose-Marie (voix chantée)

- Claude Bertrand dans :
  - 1961 : L'Espionne des Ardennes
  - 1966 : Fort Bastion ne répond plus
  - 1968 : Les Rebelles de l'Arizona

- 1958 : Froid dans le dos : Georges Aminel
- 1967 : La Caravane de feu : Jean-François Laley
- 1978 : Dallas : William Sabatier